# Забытые игрушки
«Забытые игрушки» (англ. The Forgotten Toys) — рисованный мультсериал. История о нелёгкой судьбе игрушек, которых бросили дети, получившие в подарок на Рождество новые игрушки. Кукла по имени Энни и плюшевый мишка по имени Тедди оказались в мусорном баке и решили отправиться на поиски нового дома.
На русский язык мультфильм был дублирован по заказу ЗАО «Первый канал. Всемирная сеть». В русском дубляже принимали участие: Дарья Фролова, Александр Котов, Ирина Маликова и Владимир Левашев. В России он выходил сначала на телеканале Теленяня, затем — на телеканале Карусель.
Периоды трансляции мультфильма:
- Теленяня (1 июня 2007 — 27 декабря 2010)
  - 1 июня 2007 — 15 сентября 2007
  - 1 января 2008 — 15 мая 2008
  - 27 октября 2008 — 20 декабря 2008
  - 10 февраля 2009 — 12 марта 2009
  - 10 декабря 2009 — 27 апреля 2010
- Карусель (с 27 декабря 2010) 
  - 27 апреля 2014 — 1 июня 2014
  - 4 августа 2014 — 11 августа 2014
  - 18 мая 2015 — 19 июня 2015

## Серии
- Ночь после Рождества[1] (англ. The Night Before Xmas)
- Снова забыты (англ. Forgotten Again)
- Игрушки бродят ночью (в темноте[2]) (англ. Toys That Go Bump in the Night)
- Только не на ярмарку (англ. Not Fair
- Настоящий герой (англ. Toys Boy)
- (Настоящие) Игрушки-звёзды (англ. Toy Stars)
- (Настоящие) Игрушки-ковбои (англ. Cowboy Toys)
- Опасные приключения
- Игрушки в госпитале. Скорая помощь (англ. Hospital Toys)
- Мишка-наседка[3]
- Тяжело быть красивой куклой (англ. )
- Происшествие на дороге (англ. On the Road)
- Игрушки в огне[4] (англ. Blazing Toys)
- Снова капитан Коредж (англ. Toy Boy 2)
- Шпионские игрушки (англ. Spy Toys)
- Слишком горячо (англ. A fridse too far)
- Близкий контакт игрушечного рода (англ. Close Encounters of the Toy Kind)
- Волшебник Тедди (англ. Magic Teddy)
- Обмен игрушек (англ. Toy Swap)
- Тедди влюбился (англ. Teddy in Love)
- Кораблекрушение игрушек (англ. )
- Цирковые игрушки (англ. Circus Toys)
- Новый зоопарк (англ. New Zoo)
- Малыш (англ. Baby)
- Игрушки для купания (англ. Bath Toys)
- Неудачный день
- Приключения в магазине (англ. Trouble in Store)

## Награды
- «Лучший короткометражный фильм», Берлинский кинофестиваль, 1996 год[5],
- Хрустальный медведь за «Лучший анимационный фильм», Берлинский кинофестиваль, 1996 год[6],
- «Лучший детский фильм», Chicago International Children's Film Festival, 1996 год[7],
- Серебряная Пульчинелла за «Лучший детский фильм (6-12 лет)», Cartoons on the Bay, 1996 год[8],
- Best Short Film for Children, Злинский кинофестиваль, 1996 год[9],
- Серебряная Познанская Коза за «Лучший анимационный фильм», Ale Kino! 15th International Festival of Films for Children, Познань, Польша, 1997 год[10],
- Приз детского жюри, Kinderfilmfest, Токио, 1997 год[10].